# انتخابات پارلمانی نائورو (۲۰۱۹)
انتخابات پارلمانی نائورو در ۲۴ اوت ۲۰۱۹ برگزار شد. و بارون واکا رئیس‌جمهور آرای کرسی حوزه انتخابیه بو را از دست داد.

## نظام رای‌گیری

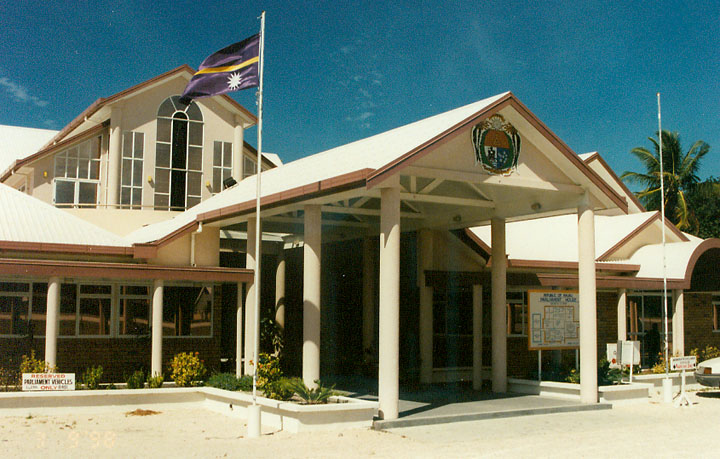
پارلمانی نارئو

۱۹ کرسی اعضای پارلمان نائورو از طریق نظام دودال انتخاب می‌شوند (پارلمان نائور دارای یک مجلس مقننه است و … شمارش بوردا در زبان بومی «سیستم دودال» شناخته می‌شود)، با تغییر اعشاری در شمارش ترجیحی بوردا. رأی دهنده باید رتبه‌بندی کلیه نامزدها را به ترتیب اولویت (رأی‌گیری ترجیحی) ببینید سپس هر رای با فرمول 1 / n، محاسبه می‌شود؛ و طبق ترتیب رتبه‌بندی، شمارش می‌شود. به عنوان مثال، نامزد رتبه اول یک امتیاز را کسب می‌کند، کاندیدای دوم نصف امتیاز را و به ترتیب، کاندیدای سوم یک سوم امتیاز را به دست می‌آورد و غیره. هر رأی قانونی برای تعیین نمره اعشاری برای هر نامزد جمع می‌شود. به عنوان مثال، در ژوئن ۲۰۱۰ انتخابات پارلمان نائورو، رئیس‌جمهور وقت، مارکوس استفن را پس از دریافت ۳۴۹٫۶۱۷ رای اعشاری از مجموع ۶۳۰ رای، دوباره در کرسی خود باقی ماند.